# Murinsel

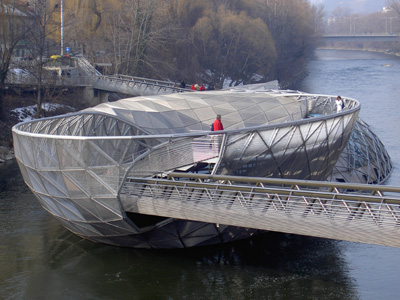
Murinsel

Murinsel (em português Ilha de Mur) é uma ilha artificial na cidade de Graz, Áustria. Não se trata exatamente de um ilha, mas de uma plataforma flutuante no meio do Rio Mur. Foi projetada pelo artista nova-iorquino Vito Acconci, por ocasião da cidade ter sido elegida Capital Europeia da Cultura em 2003.
Sua forma é de uma concha gigante. Há duas pontes para pedestres conectando-se a ela. Possui um anfiteatro e um café, podendo receber no máximo 350 pessoas por vez.